# بویزی (تگزاس)
بویزی (به انگلیسی: Boise) یک منطقهٔ مسکونی در ایالات متحده آمریکا است که در شهرستان اولدهام، تگزاس واقع شده‌است. بویزی ۱٬۲۲۰٫۱۳ متر بالاتر از سطح دریا واقع شده‌است.